# Нідергаслі
Нідергаслі (нім. Niederhasli) — громада  в Швейцарії в кантоні Цюрих, округ Дільсдорф.

## Географія
Громада розташована на відстані близько 100 км на північний схід від Берна, 13 км на північ від Цюриха.
Нідергаслі має площу 11,3 км², з яких на 21,6% дозволяється будівництво (житлове та будівництво доріг), 55,2% використовуються в сільськогосподарських цілях, 21,3% зайнято лісами, 1,9% не є продуктивними (річки, льодовики або гори).

## Демографія
2019 року в громаді мешкало 9345 осіб (+9,4% порівняно з 2010 роком), іноземців було 25,8%. Густота населення становила 827 осіб/км².
За віковим діапазоном населення розподілялося таким чином: 22,1% — особи молодші 20 років, 62,1% — особи у віці 20—64 років, 15,7% — особи у віці 65 років та старші. Було 3862 помешкань (у середньому 2,4 особи в помешканні).
Із загальної кількості 2505 працюючих 56 було зайнятих в первинному секторі, 950 — в обробній промисловості, 1499 — в галузі послуг.